# Kurtka
A kurtka (куртка) több európai nyelvben, mint a lengyelben és az oroszban a „kabátot” (zakó) jelöli. A magyar „kurta” szó szláv kicsinyítőképzővel ellátott alakja (a magyar szó a „rövid” jelentésű latin curtus szóból származik).
Szűkebb jelentésben a kurtka a Sambo nevű kelet-európai harcművészetben használt ruhadarab,  amely stílusban és funkcióban a keikogihoz hasonlít. Vászonból, vagy más viszonylag nehéz anyagból készül, és valamivel túlnyúlik az övön (körülbelül az ujjak hosszúságának megfelelően). Az ujjak csuklóig takarják a kezet és elég bőek ahhoz, hogy a csukló mellé még beférjen négy kézujj. 